# Tramwaje w Mariupolu

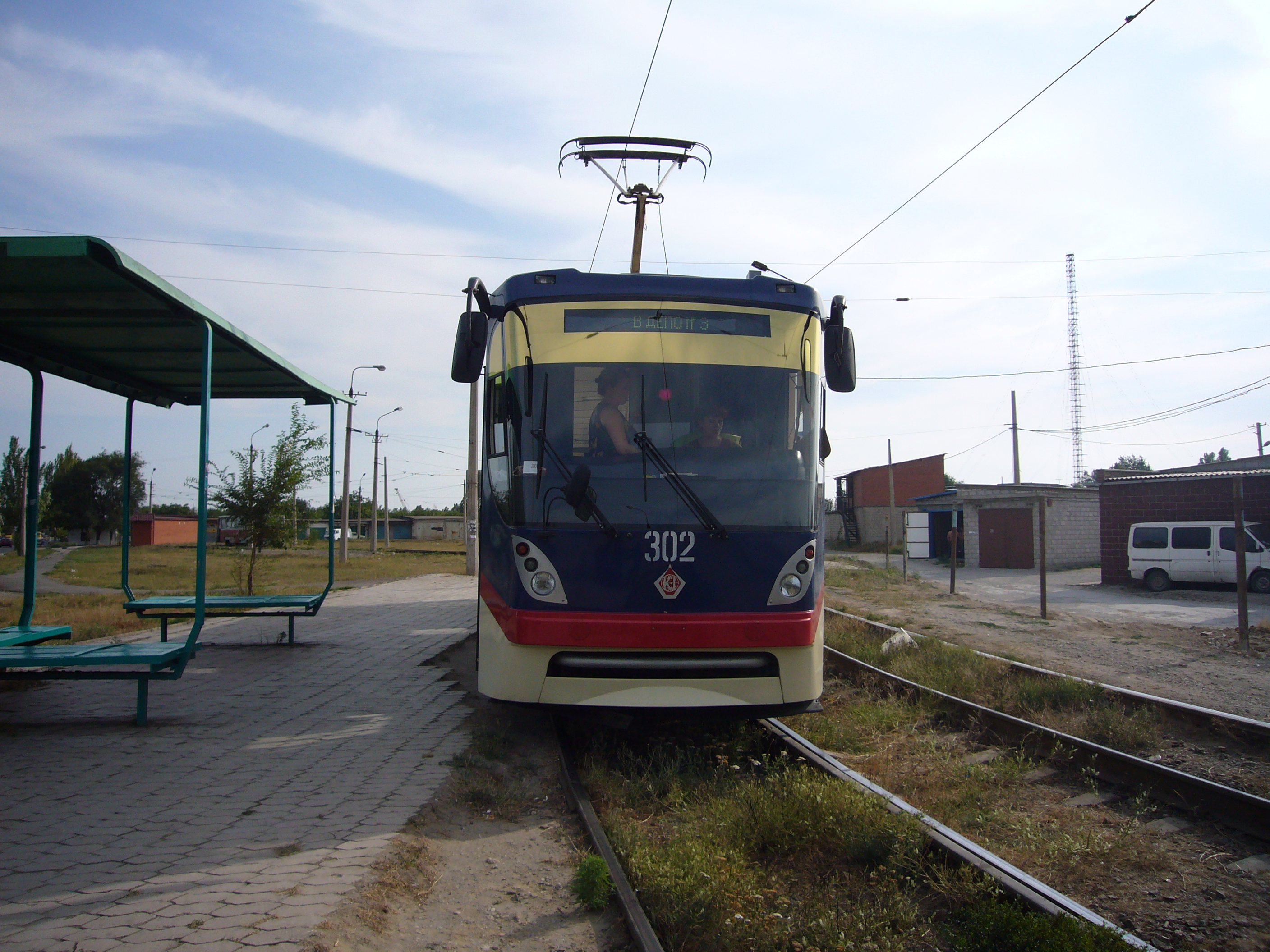
Tramwaj K1 w Mariupolu

Tramwaje w Mariupolu − system komunikacji tramwajowej działający w ukraińskim mieście Mariupol. 

## Historia
Pierwszą linię tramwajową w Mariupolu otwarto 1 maja 1933 roku na trasie Gawań Szmidta – Ulica Franko. W czasie wycofywania się Niemców z Mariupola została zniszczona zajezdnia tramwajowa. Pierwszą linię odbudowaną po II wojnie światowej uruchomiono 10 stycznia 1945 roku na trasie Gorodskoj skwier – Zawod imieni Iljicza. Do 1950 roku nie odbudowano jeszcze całej infrastruktury ze zniszczeń. Do 1970 roku sieć tramwajową ciągle rozbudowywano. Wówczas też wybudowano zajezdnię nr 3. W kolejnych latach kilka linii tramwajowych zlikwidowano i zastąpiono liniami trolejbusowymi. Po rozpadzie ZSRR w 1993 roku przedłużono linię z ul. Polewoj do miejskiego szpitala nr 2. W 2003 roku zlikwidowano linię 2, a w 2004 roku zajezdnię tramwajową nr 1. Od tamtego czasu działały dwie zajezdnie tramwajowe nr 2 i 3. 
Po raz ostatni przed rozpoczęciem rosyjskiej okupacji mariupolskie tramwaje wyjechały na ulice miasta w dniu 2 marca 2022 roku. Większość taboru i infrastruktury została zniszczona w trakcie rosyjskiego oblężenia podczas trwającej w 2022 roku inwazji. 2 maja 2023 roku rosyjskie władze okupacyjne wznowiły ruch na pierwszym 10-kilometrowym odcinku linii w relacji Zajezdnia tramwajowa – Szpital miejski nr 2.

## Linie
W Mariupolu w grudniu 2018 r. funkcjonowało 12 linii tramwajowych:
| Linia | Trasa                                    |
| ----- | ---------------------------------------- |
|       | Wułycia Kazancewa ↔ Enerhodilnycia       |
|       | Miśka likarnia nr 2 ↔ Liwobereżnyj rajon |
|       | Miśka likarnia nr 2 ↔ Liwobereżnyj rajon |
|       | Wułycia Kazancewa ↔ Liwobereżnyj rajon   |
|       | Wułycia Kazancewa ↔ Liwobereżnyj rajon   |
|       | Wułycia Kazancewa ↔ Stan 1700            |
|       | Wułycia Kazancewa ↔ Miśka likarnia nr 2  |
|       | Enerhodilnycia ↔ Liwobereżnyj rajon      |
|       | Enerhodilnycia ↔ Miśka likarnia nr 2     |
|       | Liwobereżnyj rajon ↔ Kalmiuśkyj rajon    |
|       | seł. Myrne ↔ Nikopolśkyj prospekt        |
|       | Nikopolśkyj prospekt ↔ seł. Myrne        |

## Tabor
Do obsługi pierwszej linii posiadano 6 tramwajów. W 1967 otrzymano pierwszy tramwaj Tatra T3SU. Do 1985 otrzymano łącznie 30 tramwajów tego typu. W latach 70. XX w. otrzymano pierwsze tramwaje typu KTM-5. W 1994 zakupiono tramwaje KTM-8. W latach 2007−2008 zakupiono 5 tramwajów K-1. Częściowo niskopodłogowe wagony LM-2008 dostarczono w 2013 r. w liczbie 2 sztuk. Od 2015 do Mariupola sprowadzono wagony Tatra T3SUCS wycofywane z Czech oraz od 2018 Tatra T3A z łotewskiej Rygi.
Stan z 29 kwietnia 2020 r.
| Zdjęcie        | Typ            | Eksploatacja od | Liczba |
| -------------- | -------------- | --------------- | ------ |
|                | Tatra T3SU     | 1982            | 1      |
|                | Tatra-Jug K-1  | 2006            | 7      |
|                | LM-2008        | 2012            | 2      |
|                | Tatra-Jug K-1M | 2016            | 1      |
|                | Tatra T3SUCS   | 2017            | 45     |
|                | Tatra T3A      | 2018            | 19     |
| Łączna liczba: | Łączna liczba: | Łączna liczba:  | 75     |